# Salomão Cruz
Salomão Afonso de Sousa Cruz (Boa Vista, 30 de julho de 1949), é um geógrafo e político brasileiro que foi deputado federal e vice-governador do estado de Roraima.

## Biografia
Filho de Jacir de Sousa Cruz e Santília de Oliveira Cruz, cursou geologia na Universidade Federal do Pará, onde se graduou em 1975. Fez também o curso de matemática, sem êxito.
Em 1985, funda o diretório municipal do PFL em Boa Vista, além de exercer o cargo de diretor de operações da Companhia de Desenvolvimento de Roraima, sendo promovido a diretor-presidente no ano seguinte.
Sua primeira eleição foi em 1988, quando foi eleito vereador da capital do recém-criado estado de Roraima. Em 1990, concorre a uma vaga de deputado federal pelo PSDB, mas consegue apenas uma suplência. Voltaria ao PFL em 1991, assumindo a vice-presidência do partido em Boa Vista.
Em 1994, é eleito deputado federal com 3.146 votos, boa parte deles vindos da capital roraimense. Empossado em fevereiro de 1995, deixa novamente o PFL e volta ao PSDB. Em seu primeiro mandato, votou a favor da criação da Contribuição Provisória sobre Movimentação Financeira (CPMF) e à favor da emenda que oficializava a reeleição para os cargos majoritários (presidente, governadores e prefeitos). Em 1996, disputa a prefeitura de Boa Vista por uma coligação liderada pelo PSDB e formada por outros 8 partidos (PSC, PTN, PRONA, PFL, PT, PDT e PCdoB), mas terminou derrotado por Ottomar Pinto, do PTB.
Foi reeleito deputado federal em 1998, com 5.253 votos. Antes da posse para o segundo mandato, filia-se ao PPB e, uma semana depois, licencia-se do cargo para assumir a Secretaria de Agricultura na gestão de Neudo Campos, dando lugar ao suplente Elton Rohnelt. Em maio de 2000, reassume a vaga na Câmara dos Deputados e, em 2001, filia-se pela terceira vez ao PFL, pelo qual decide não concorrer à reeleição em 2002, sendo escolhido vice na chapa de Flamarion Portela (PSL), que foi eleito governador no segundo turno, após disputa acirrada contra Ottomar Pinto no primeiro.
A passagem de ambos pelo governo de Roraima durou até 10 de novembro de 2004, quando a chapa foi cassada pelo Tribunal Superior Eleitoral após acusações feitas por Ottomar Pinto em 2003 de que eles obtiveram vantagem eleitoral após concessão de benefícios sociais. O petebista assumiria o governo no dia seguinte, juntamente com seu vice Erci de Morais (PPS).
Em 2006 e 2010, tentou uma vaga na Assembleia Legislativa de Roraima por PL e PTB, mas não conseguiu se eleger.

## Vida pessoal
Casado com Maria Luísa de Moura Cruz, teve 3 filhos. Seu irmão, Getúlio Cruz, também seguiu carreira política, sendo o penúltimo governador do então Território Federal de Roraima, candidato a governador em 1990 e a senador em 1998 e 2002.